# Индукционе слагалице
Индукционе слагалице су логичке слагалице које се решавају принципом индукције. У већини случајева, сценарио слагалице укључује неколико учесника са способношћу расуђивања и решење слагалице је засновано на идентификацији шта би се десило у очигледном случају, и онда понављањем расуђивања да: "Чим један од учесника схвати да се очигледни случај није десио, може да га елиминише из расуђивања, и тако створи нови очигледан случај".
Типична слагалица с причањем приче, је она где учесник добија информацију о свим другим учесницима, само не о себи. Такође, даје се нека врста помоћи која предлаже да учесници могу веровати интелигенцији других учесника.

## Примери
Краљев паметни човек: Краљ је позвао три најпаметнија човека у земљи на његов суд да би одабрао новог консултанта. Ставио је по капу у сваку од њихових руку, тако да сваки човек може да види капе других, али не и своје. Свака капа је или бела или плава. Краљ је рекао да макар један од њих тројице носи плаву капу; другим речима, могла је да буде једна, две или три плаве капе, али не нула. Краљ је такође рекао да је такмичење фер за сву тројицу. Људима је такође било забрањено да међусобно комуницирају. Краљ је прогласио да који од њих устане први и тачно каже која је боја његове капе ће постати консултант. Дуго су седели док један од њих није устао и рекао тачан одговор. Шта је рекао и како је успео да реши проблем?
Џозефинин проблем: У џозефинином краљевству свака жена мора да прође логички испит пре него што добије дозволу да се уда. Свака удата жена у краљевству зна о верности сваког мужа сем њеног, и етикета каже да ни једна жена не треба да говори о верности свога мужа. Такође, хитац испаљен из било које куће ће се чути у свакој кући. Краљица Џозефина је објавила да је најмање један неверни човек откривен у краљевству, и да свака жена која сазна да јој је муж неверан треба да га упуца у поноћ, дан касније него што је открила неверство. Како су жене ово постигле?
Алиса на конвенцији логичара: На тајној конвенцији логичара, главни логичар је ставио повезе на главу сваког пристуног, тако да сви могу да виде све повезе сем свог. Постојало је пуно различитих боја повеза. Логичари су сели у круг, и главни је рекао да ће зазвонити звоно у шуми у одређеним интервалима: у тренутку када неко схвати које му је боје повез треба да напусти собу и зазвони следећезвоно у шуми. Нису смели да разговарају, нити да користе огледало или камеру, у супротном не смеју да користе логику да сазнају боју повеза. У случају превараната у конвенцији, свако ко покуша да изађе раније би био задржан и касније пуштен у одређено време, и свако ко не би успео да изађе на време би био истеран. Главни логичар је уверио групу да је слагалица није немогућа за сваког правог логичара присутног. Како су то решили?

## Решења
Краљев паметни човек: Оваје је један од најједноставнијих слагалици и најчистије индикује који је метод коришћен.
- Претпоставимо да постоји један плави шешир. Особа с тим шеширом би виела два бела шешира и одмах би знала боју сопственог. Међутим друга двојица би видела један плави и један бели и стога не би могли да из тога извуку никакву информацију. Дакле, овај сценарио би прекршио краљеву реченицу да сваки од њих има једнаке шансе да погоди. Дакле морају да постоје бар два плава шешира.
- Претпоставимо да има два плава шешира. Сваки од људи са плавим шеширом би видео један плави и један бели шешир. Претпостављајући да су схватили да не може бити само један (користећи претходни сценарио), они би знали да сваки од њих носи плави шешир. Међутим, човек који носи бели шешир би видео два плава шешира и не би могао да извуче никакву информацију о томе који му је шешир на глави. Овај сценарио, онда, би такође реметио правило да сви имају једнаке шансе да погоде. Тако да морају да постоје три плава шешира.

Јер мора да постоји три плава шешира, први који то схвати ће устати и рећи плави.
Џозефинин проблем: Ово је добар пример генералног случаја.
- Ако постоји само један неверни муж, онда свака жена у краљевству то зна осим његове жене, која верује да су сви верни. Међутим, чим чује од краљице да неверник постоји, зна да је то њен муж, и убија га.
- Ако постоје два неверна мужа, онда обе њихове жене верују да постоји само један неверни. Премда, очекиваће да ће се догодити први случај, и да ће друга жена убити мужа следећег дана у поноћ. Када се пуцњи не буду зачули, знаће да се није догодио први сценарио, тако да мора да постоји још један неверник (јер знају да су сви остали верни) један више мора да је њихов муж.
- Ако постоји 3 неверних мужева, свака од жена верује да их има 2, тако да мисле да ће се догодити претходни случај и да ће обојица бити упуцани следећег дана. Када се не чује пуцањ, знаће да се претходни случај није догодио, стога мора да постоји више од 2 неверна мужа и тако је њихов муж кандидат за трећег.
- Генерално, ако има н неверних мужева, свака од њихових жена ће веровати да постоји н-1 неверан и очекиваће пуцањ н-1ог дана у поноћ. Када не чују, знаће да је њихов муж н-ти.

Овај проблем је такође познат као проблем мужева који варају, проблем жена које варају, проблем немирне деце. Логички је идентичан проблему плавих очију.
Овај проблем се појављује и као проблем који укључује беле и црне шешире у Ц. Л. Лиуовој класичној књизи 'Elements of Discrete Mathematics'.
Алиса на конвенцији логичара: Ово је генерална индукција са скоком у логици.
- Скок у логици: Свака боја мора да се појави бар два пута у целом кругу. Ово је истина јер је главни логичар рекао да свако може да реши слагалицу од логичара. Ако се нека боја појавила само једном, тај који је носио ту боју не би ни знао да та боја уопште постоји, и никада не би погодио.
- Сваки од њих може да погледа у круг и види која се боја колико пута појављује. Претпостави да си ти један од логичара и неку боју видиш само једном. С обзиром да знаш да морају да постоје барем две исте боје, једино објашњење је то да је то боја твојег повеза. Из истог разлога, постоји само једна таква боја, и отишао би на прво звоно.
- Слично сваки од логичара који виде неку боју само једном би напустили с достојанством или били избачени као инфилтратори. Еквивалентно, свака боја која се појављује два путаби била елиминисана на прво звоно. Након тога мора да постоји бар три повеза неке од преосталих боја.
- Претпостави да ниси видео ни једну боју једном, али си неку видео два пута. Ако је постојало само две онда би логичари с том бојом отишли на прво звоно. Мељутим нису, то је једино јер је твој повез те боје, тако да одлазиш на друго звоно.
- Дакле, сваки логичар би гледао док група са бојом коју су они очекивали да оде, не оде. Онда би они знали да имају повез те боје и да требају да изађу на следеће звоно.
- Када остане само једна боја, логичари с том бојом би сви отишли на следеће звоно, јер би знали да они немају ни једну од других боја (јер би онда било немогуће да сазнају своју боју).